# Ben Hecht
 Der er for få eller ingen kildehenvisninger i denne artikel, hvilket er et problem. Du kan hjælpe ved at angive troværdige kilder til de påstande, som fremføres i artiklen.

Ben Hecht (28. februar 1894 -  18. april 1964) var en amerikansk Oscar-vindende manuskriptforfatter, instruktør, filmproducent, dramatiker og romanforfatter.

## Filmografi
Som manuskriptforfatter (udvalg):
- 1964 - Det store Wildwestshow
- 1956 - Ballade i luften
- 1948 - Klokkerne ringer for dig
- 1947 - Den uventede gæst
- 1946 - Berygtet
- 1945 - Troldbunden
- 1939 - Diligencen
- 1937 - Intet er os helligt
- 1935 - En Mand uden Moral
- 1935 - Roulettens dronning
- 1934 - Den store Scene
- 1933 - At elske
- 1927 - Det mørke Chicago